# COVID-19-Pandemie in Baden-Württemberg

Ausbreitung von COVID-19 über die Landkreise und kreisfreien Städte in Baden-Württemberg vom 27. Februar bis 15. März 2020

Die COVID-19-Pandemie tritt in Baden-Württemberg seit 2020 als Teil der weltweiten COVID-19-Pandemie und im Besonderen der COVID-19-Pandemie in Deutschland auf. Die COVID-19-Pandemie betrifft die neuartige Erkrankung COVID-19. Diese wird durch das Virus SARS-CoV-2 aus der Gruppe der Coronaviridae verursacht und gehört in die Gruppe der Atemwegserkrankungen. Ab dem 11. März 2020 stufte die Weltgesundheitsorganisation (WHO) das Ausbruchsgeschehen des neuartigen Coronavirus als weltweite Pandemie ein.
Am 25. Februar 2020 wurde erstmals eine COVID-19-Erkrankung in Baden-Württemberg bei einer Person festgestellt, die zuvor in Mailand gewesen war. Am 12. März 2020 wurde der erste COVID-19-bedingte Todesfall in Baden-Württemberg gemeldet. Am 28. März 2020 stieg die Zahl der Infektionen auf über 10.000 bestätigte Fälle.

## Statistik

### Infektionsfälle
Bestätigte Infektionen (kumuliert) in Baden-Württemberg
(nach Daten des RKI aus COVID-19-Pandemie in Deutschland)
Bestätigte Infektionen (neue Fälle) in Baden-Württemberg
(nach Daten des RKI aus COVID-19-Pandemie in Deutschland)
Zahl der neu bekannten Infektionen der letzten 7 Tage bezogen auf 100.000 Einwohner (7-Tage Inzidenz) in Baden-Württemberg

### Todesfälle
Bestätigte Todesfälle (kumuliert) in Baden-Württemberg
(nach Daten des RKI aus COVID-19-Pandemie in Deutschland)
Bestätigte Todesfälle (täglich) in Baden-Württemberg
(nach des RKI Daten aus COVID-19-Pandemie in Deutschland)
Anmerkungen
1. 1 2 3 4  Hier sind Fälle aufgelistet, die dem RKI über den Meldeweg oder offizielle Quellen mitgeteilt wurden. Da es sich um eine sehr dynamische Situation handelt, kann es zu Abweichungen bzw. zeitlichen Verzögerungen zwischen den RKI-Fällen und Angaben anderer Stellen, etwa der betroffenen Bundesländer oder der Weltgesundheitsorganisation (WHO), kommen.
2. ↑  Für den 29. März 2020 wurden keine Daten aus Baden-Württemberg übermittelt.
3. ↑  Zur negativen Differenz am 11. Mai 2020 gibt das RKI an: „Aus einem Landkreis in Baden-Württemberg wurden gestern ca. 150 Fälle weniger als gestern übermittelt. Die Ursachen werden derzeit geprüft.“ Am Folgetag heißt es dazu: „Aus einem Landkreis in Baden-Württemberg wurden die 148 Fälle, die vorgestern weniger übermittelt worden waren, gestern korrigiert und wieder übermittelt.“
4. 1 2 3 4  Am 21. Mai 2020 wurden laut RKI aus Baden-Württemberg keine Meldungen übermittelt.
5. 1 2  Zur negativen Differenz am 28. Mai 2020 gibt das RKI an: „Aus einem Landkreis in Baden-Württemberg wurden aufgrund eines Softwareupdates gestern 410 Fälle weniger validierte Fälle als zuvor übermittelt. Daher werden für Baden-Württemberg heute weniger Fälle als gestern ausgewiesen. Die Daten werden derzeit korrigiert, und die Fälle werden aller Voraussicht nach demnächst wieder ausgewiesen.“ Am Folgetag heißt es dazu: „Aus einem Landkreis in Baden-Württemberg wurden aufgrund eines Softwareupdates am 27.05.2020 410 Fälle weniger validierte Fälle als zuvor übermittelt. 240 dieser Fälle wurden gestern korrigiert und erneut übermittelt. Sie werden heute als Teil der Differenz zum Vortag ausgewiesen.“
6. 1 2 3 4  Am 31. Mai 2020 wurden nach Angaben des RKI aus Baden-Württemberg keine Daten gemeldet.
7. 1 2  Seit dem 1. Juni 2020 werden vom Land Baden-Württemberg an Wochenenden keine Zahlen an das RKI mehr gemeldet.
8. 1 2  
Für den 14. Juni 2020 teilt das RKI mit: „Baden-Württemberg, Brandenburg und Hamburg haben am Wochenende keine Daten übermittelt.“
9. 1 2  
Für den 15. Juni 2020 teilt das RKI mit: „Aus Baden-Württemberg und Hessen wurden gestern keine Daten übermittelt.“
10. 1 2  Vor dem 12. März 2020 gab es in Baden-Württemberg keinen COVID-19-Todesfall.
11. ↑  Negativ ausgewiesene Werte ergeben sich durch Meldefehler

## Reaktionen und Maßnahmen

### Reaktionen und Maßnahmen der Landesbehörden

#### Gesetze
Am 19. März 2020 verabschiedete der Landtag ein Gesetz, das die COVID-19-Pandemie zu einer Naturkatastrophe erklärte. Außerdem wurde ein Nachtrag zum Staatshaushalt 2020/2021 verabschiedet. Dieser erlaubt die Aufnahme von Krediten über bis zu 5 Milliarden Euro, zur Deckung von Ausgaben im Zusammenhang mit der Pandemie (GBl S. 125).

#### Verordnungen
Viele der Maßnahmen, die die Landesregierung von Baden-Württemberg traf, wurden in Verordnungen geregelt. Die umfassendste war die Corona-Verordnung (Baden-Württemberg), die am 16. März 2020 notverkündet wurde und am 15. Juni 2020 außer Kraft treten soll. Mit mehreren Neufassungen, Änderungsverordnungen sowie weiteren Verordnungen regelte die Landesregierung den Weg in der Pandemie. Am 23. Juni 2020 beschloss die Landesregierung eine neue Rechtsverordnung über infektionsschützende Maßnahmen, die am 1. Juli 2020 in Kraft trat.

##### Schließung von Betrieben
Am 17. März 2020 wurden, nach Maßgaben in der Corona-Verordnung, der Betrieb in Kultur- und Bildungseinrichtungen jeglicher Art, Kinos, Schwimmbädern, Sportstätten, Bibliotheken und Prostitutionsbetrieben eingestellt. Gaststätten war der Betrieb unter strengen Auflagen weiter erlaubt.

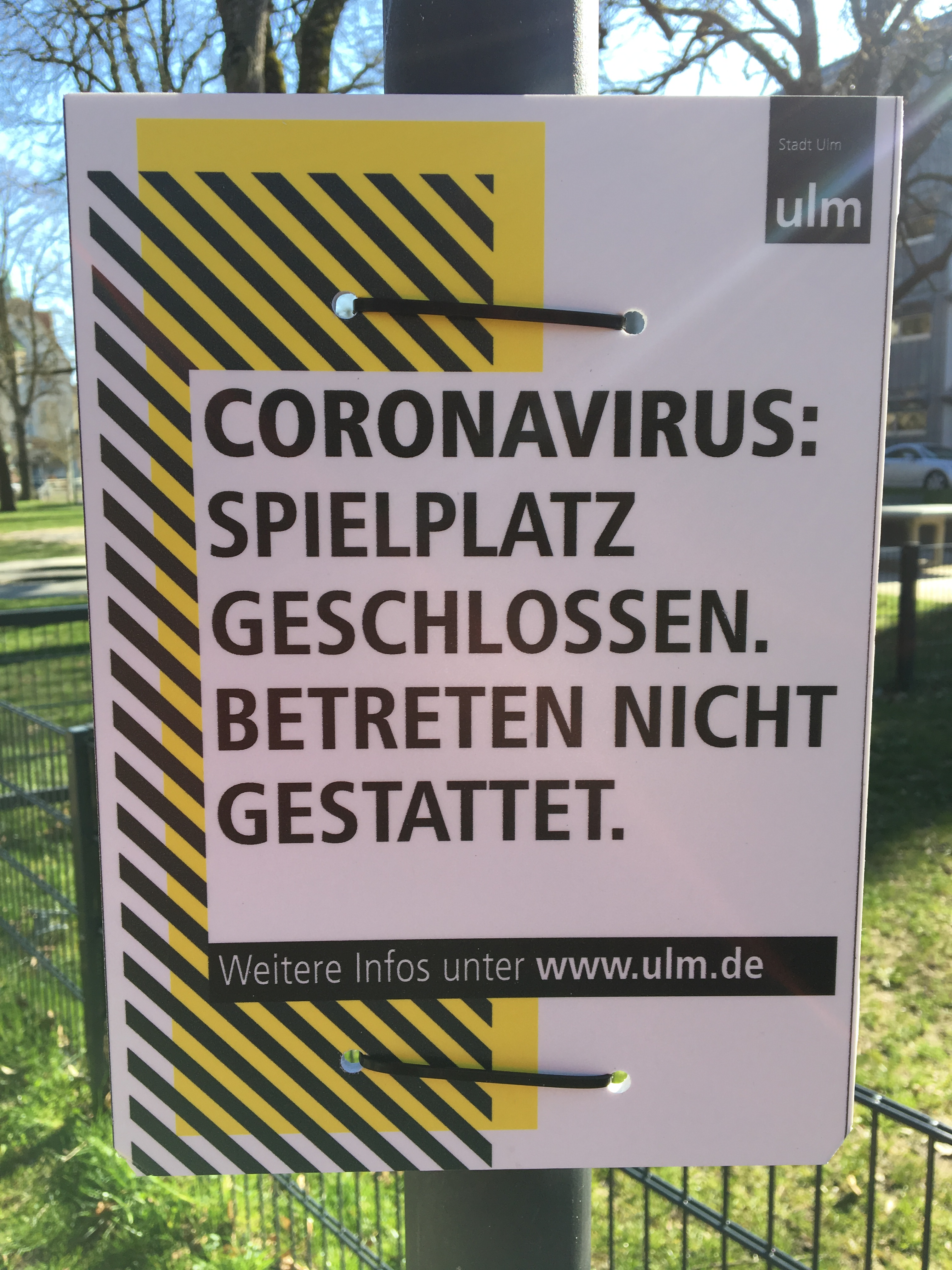
Geschlossener Spielplatz Ende März 2020 in Ulm

Nach einer Änderung der Verordnung wurden Diskotheken, Clubs, Bars, Spiel-, Bolzplätze, Freizeit-, Tierparks und alle Verkaufsstellen des Einzelhandels (mit Ausnahme von Einzelhandel für Lebensmittel, Wochenmärkte, Abhol- und Lieferdienste, Getränkemärkte, Apotheken, Sanitätshäuser, Drogerien, Tankstellen, Banken und Sparkassen, Poststellen, Frisöre, Reinigungen, Waschsalons, der Zeitungsverkauf, Hofläden, Raiffeisen-, Bau-, Gartenbau- und Tierbedarfsmärkte und der Großhandel) am darauffolgenden Tag geschlossen.
Ab dem 21. März 2020 wurden Gaststätten geschlossen; ihr Hol- und Lieferservice war weiter gestattet. Friseure, Nagelstudios und ähnliches wurden geschlossen. Der Betrieb von Hotels und Pensionen zu touristischen Zwecken war untersagt, dienstlich Reisende durften noch aufgenommen werden. Die Ausgabestellen der Tafeln durften ihren Betrieb wieder aufnehmen.
Ab dem 22. März 2020 durften Betriebskantinen wieder öffnen.
Mit erneuter Änderung am 10. April 2020 wurden zahnärztliche Behandlungen reglementiert, es war nur die Behandlung von akuten Fällen gestattet.
Am 15. April 2020 kündigte Ministerpräsident Kretschmann (Grüne) an, dass die Corona-Verordnung dahingehend verändert wird, dass alle Verkaufsstellen des Einzelhandels bis zu einer Verkaufsfläche von 800 Quadratmeter sowie Auto-, Fahrrad-, Buchhändler und Bibliotheken unter strengen Hygieneauflagen ab dem 20. April 2020 wieder öffnen dürfen. Nach Klage einer Einzelhändlerin durften ab dem 23. April 2020 Einzelhändler mit einer Verkaufsfläche von mehr als 800 Quadratmeter öffnen, wenn die Fläche mit Abtrennungen auf unter 800 Quadratmeter verkleinert wurde.
Ab dem 4. Mai 2020 durften Einzelhändler wieder vollständig öffnen, wobei als Richtgröße pro 20 Quadratmeter Ladenfläche je ein Kunde vorgesehen war. Ebenfalls durften Friseursalons und Fußpflegestudios mit strengen Hygieneregeln für den Kundenverkehr öffnen. Zahnärzte durften ihre Behandlungen wieder vollumfänglich durchführen. Ab dem 6. Mai 2020 öffneten Zoos, Museen und Spielplätze, auch hier waren strenge Hygieneregeln Voraussetzung für die Öffnung.
Ab dem 11. Mai 2020 wurden die Regelungen weiter gelockert, sodass körpernahe Dienstleister (z. B. Nagelstudios), Fahrschulen, Musik- und Kunstschulen sowie Spielbanken und Spielhallen unter Hygieneauflagen den Betrieb wieder aufnehmen konnten. Außerdem durfte der Trainingsbetrieb in Sportstätten unter freiem Himmel, bei weiterhin geltender Kontaktbeschränkung, wieder aufgenommen werden.
Ab dem 18. Mai 2020 durften Gaststätten und Restaurants den Betrieb unter Auflagen wieder aufnehmen, ebenso Ferienwohnungen und Campingplätze. Am 29. Mai 2020 öffneten Hotels und Freizeitparks wieder für den Publikumsverkehr, am 30. Mai 2020 die Außenbereiche von Kneipen und Bars und am 31. Mai 2020 die Innenbereiche von Sportstätten.

##### Aufenthalt im öffentlichen Raum und Kontaktsperre
Am 20. März 2020 untersagte eine Änderung der Corona-Verordnung das Verweilen von mehr als drei Personen im öffentlichen Raum.
Um bundesweit die Regelungen zu harmonisieren, einigten sich die Bundesländer auf einen gemeinsamen Katalog von Maßnahmen. Mit einer Änderung setzte die Landesregierung im Wesentlichen diese besprochenen Änderungen um. Ab dem Inkrafttreten, am 22. März 2020, war der Aufenthalt im öffentlichen Raum nur noch mit einer weiteren nicht im Haushalt lebenden Person gestattet. Im öffentlichen Raum musste, wo immer möglich, ein Mindestabstand von 1,5 Metern zu anderen Personen eingehalten werden. Im privaten Raum durften nicht mehr als fünf Personen aufeinandertreffen, von dieser Regelung war jedoch der engste Familienkreis ausgenommen.
Ab dem 11. Mai 2020 durften Treffen im öffentlichen Raum von zwei unterschiedlichen Hausständen wieder stattfinden. Die Personenanzahl spielte dabei keine Rolle mehr. Im privaten Raum – nicht aber im öffentlichen Raum – durften sich außerdem auch Geschwister (Seitenlinie) und deren Nachkommen (also Kinder und Enkel) treffen. Ab dem 27. Mai 2020 waren Treffen von bis zu zehn Personen im privaten Raum wieder erlaubt. Die Teilnehmerzahl wurde mit Wirkung zum 1. Juli 2020 auf 20 erhöht.
Mit der Einführung der neuen Inzidenzstufen am 28. Juni 2021 erhielten die einzelnen Stadt- und Landkreise individuelle, gelockerte Richtlinien. So konnten sich ab dem 26. Juli 2021 Personen in Landkreisen mit der Inzidenzstufe 4 mit einem weiteren Haushalt treffen (sofern die Personenanzahl nicht mehr als fünf beträgt), während sich Personen in Landkreisen mit der Inzidenzstufe 1 mit insgesamt nicht mehr als 25 Personen treffen konnten.

##### Maßnahmen zur Gesundheitsversorgung
Mit dem Inkrafttreten der Corona-Verordnung am 17. März 2020 wurden Besuchseinschränkungen von Kliniken, Alten-, Pflegeheimen und Einrichtungen der Behindertenhilfe festgelegt. Später legte das Gesundheitsministerium, neben den Besuchseinschränkungen, fest, dass verstärkt und vorrangig Tests an Patienten und Mitarbeitern in diesen Einrichtungen durchgeführt werden, um Infektionsketten stärker zu unterbrechen. Am 7. April 2020 wurden für die Bewohner von Alten-, Pflegeheimen und Einrichtungen für Menschen mit Behinderung strenge Ausgangsbeschränkungen erlassen: Sie durften ohne triftigen Grund, wie ein Arztbesuch oder für Besorgungen, deren Bedarf die Einrichtung nicht decken konnte, die Einrichtung nicht verlassen. Spaziergänge im öffentlichen Raum waren nur erlaubt, wenn das Gelände der Einrichtung nicht ausreichend groß war. Ab dem 6. Mai 2020 wurde die Ausgangsbeschränkung für Bewohner gelockert, die Bewohner durften das Gelände wieder verlassen, durften jedoch nach der Rückkehr 14 Tage die Gemeinschaftsbereiche nur mit Maske betreten. Ab dem 18. Mai 2020 waren unter Einhaltung strenger Hygienevorgaben Besuche in Krankenhäusern und Altenheimen wieder möglich.

##### Unterricht und Bildung
Ab dem 3. März 2020 untersagte das Kultusministerium alle Klassenfahrten in Risikogebiete, begonnene Fahrten mussten abgebrochen werden. Geplante Fahrten ins Ausland waren vor Antritt durch das örtliche Gesundheitsamt zu bewerten. Am 20. März 2020 untersagte das Ministerium alle außerunterrichtlichen Veranstaltungen bis Schuljahresende, einschließlich bereits gebuchter Reisen.
Einzelnen Schulen in Baden-Württemberg wurden Ende Februar und Anfang März 2020 teilweise oder komplett geschlossen; die Entscheidungen trafen die jeweiligen örtlichen Gesundheitsämter.
Am 13. März 2020 verfügte Baden-Württemberg die landesweite Schließung aller Schulen und Kindertagesstätten vom 17. März 2020 bis zum 18. April 2020. Montag, der 16. März 2020, sollte von den Lehrkräften dazu genutzt werden, die Schüler auf den Hausunterricht vorzubereiten. Am 18. März 2020 durften Schulen für medizinische/pflegerische Berufe wieder öffnen. Am 16. März 2020 kündigte Kultusministerin Eisenmann an, dass die Schulschließung bis zum 30. April 2020 verlängert wird. Ab dem 4. Mai 2020 wurden die Abschlussklassen aller Schulen sowie die Abschlussklassen 2021 an den allgemeinbildenden Schulen wieder beschult. Das weitere Vorgehen werde schrittweise erfolgen, erklärte Eisenmann, und [w]ir werden sicher auch noch im nächsten Schuljahr mit den Folgen der Corona-Krise zu kämpfen haben. An den Grundschulen begann der Präsenzunterricht am 18. Mai 2020, auch Kindertagesstätten öffneten für 50 % der Kinder am 18. Mai 2020.
In den geschlossenen Einrichtungen wurde durch die Verordnung ebenfalls festgelegt, dass für Kinder dieser Einrichtungen bis zur 6. Klasse eine Notbetreuung anzubieten sei, wenn die Erziehungsberechtigten in Bereichen der kritischen Infrastruktur (wie Gesundheitsversorgung, öffentliche Sicherheit und Ordnung, öffentlicher Infrastruktur oder Lebensmittelbranche) tätig sind. An den Sonderpädagogischen Bildungs- und Beratungszentren mit den Förderschwerpunkten geistige Entwicklung und körperlich-motorische Entwicklung stand die Notbetreuung auch über diese Klassenstufen hinaus zur Verfügung. Die Notbetreuung sollte auch in den Osterferien stattfinden. Die Gemeinden wurden angehalten, an den Kindertagesstätten ebenfalls eine Notbetreuung einzurichten. Ab dem 27. April 2020 wurde die Notbetreuung auch auf Schüler der 7. Klassen und auf Schüler, deren Eltern in präsenzpflichtigen Berufen arbeiteten und keine anderweitige Betreuung gewährleisten konnten, ausgeweitet.
Am 14. März 2020 kündigte das Kultusministerium an, dass Prüfungen, die in die Zeit der Schulschließungen fallen, verschoben werden. Alle Prüfungen ab dem 21. April 2020 sollten planmäßig stattfinden. Ministerin Eisenmann kündigte an, dass bei der Auswahl der Prüfungsaufgaben auf die besondere Lage Rücksicht genommen werde. Am 27. März 2020 wurden alle Abschlussprüfungen verschoben und Änderungen in den Prüfungsordnungen bekanntgegeben. Außerdem wurden für alle Prüfungen zwei Nachtermine im Schuljahr 2019/2020 sowie ein Nachtermin im September 2020 vorgesehen und das Nichtversetzen einmalig ausgesetzt.
Der Beginn des Sommersemesters an den Hochschulen, Fachhochschulen und Universitäten im Land wurde auf den 20. April 2020 verschoben und bundesweit bis September 2020 verlängert, entsprechend wurde der Beginn des Wintersemesters auf November verschoben. Der Vorlesungsbetrieb fand weitgehend digital statt, Präsenzveranstaltungen waren bis 3. Mai 2020 nur erlaubt, wenn sie zwingend notwendig waren.
Private Bildungseinrichtungen der beruflichen Bildung durften am 4. Mai 2020 den Unterrichtsbetrieb schrittweise wieder aufnehmen.
Das Schuljahr 2022/2023 war das erste seit Pandemiebeginn, das in Baden-Württemberg ohne Masken- und Testregelungen begann.

##### Religiöse Veranstaltungen
Auf Grundlage des Infektionsschutzgesetzes (IfSG) untersagte das Kultusministerium am 21. März 2020 fast alle religiösen Veranstaltungen und Versammlungen aller Glaubensrichtungen. Gestattet waren nur noch Trauungen und Taufen im engsten Familienkreis (nicht mehr als fünf Personen) sowie Beerdigungen und Trauerfeiern unter freiem Himmel mit nicht mehr als zehn Personen. Außerdem war das Feiern von Gottesdiensten in kleinstem Rahmen zur Verbreitung als Livestream oder zur Aufzeichnung erlaubt. Ab 2. April 2020 wurde die Höchstteilnehmerzahl von Beerdigungen auf fünf gesenkt. Gottesdienste und ähnliche religiöse Veranstaltungen fanden, unter Wahrung des Abstandsgebots, ab dem 4. Mai 2020 wieder statt. Bestattungen waren nur noch auf eine Höchstteilnehmerzahl von 50 beschränkt.

##### Umgang mit Reisenden aus dem Ausland
Das Kultusministerium gab am 27. Februar 2020 die Direktive heraus, dass alle am Schulleben beteiligten Personen (also Schüler, Lehrer und nichtlehrendes Personal), die Kontakt zu einem COVID-19-Erkrankten oder in den letzten 14 Tagen ein Risikogebiet besucht hatten, bis auf weiteres zu Hause bleiben sollen. Am 28. Februar 2020 empfahl das Gesundheitsministerium Reiserückkehrern (erst nur aus Norditalien, später aus allen Risikogebieten), sich selbstständig in eine 14-tägige Isolation zu begeben und unnötige Sozialkontakte zu vermeiden. Mitarbeiter des Landes sollten nicht zum Dienst erscheinen, sondern sich telefonisch mit ihrer Dienststelle in Verbindung setzen. Am 16. März 2020 wurde für Reiserückkehrer aus den Risikogebieten ein Betretungsverbot für Schulen, Hochschulen, Kliniken, Alten- und Pflegeheimen und Einrichtungen der Behindertenhilfe ausgesprochen. Ab dem 21. März 2020 waren Fahrten aus den Risikogebieten nach Baden-Württemberg nur noch zur Berufsausübung, zur Warenlieferung und aus besonderen persönlichen Gründen (z. B. Todesfall) erlaubt, diese Regelung wurde am 10. April 2020 gestrichen. Ab dem 11. April 2020 mussten alle Einreisenden, mit einzelnen Ausnahmen, beispielsweise Berufspendler, aus dem Ausland sich selbstständig für 14 Tage absondern und durften keiner beruflichen Tätigkeit nachgehen.

##### Veranstaltungen und Versammlungen
Bundesgesundheitsminister Spahn empfahl am 8. März 2020 die Absage von Veranstaltungen mit mehr als 1000 Menschen in der Bundesrepublik. Landesgesundheitsminister Manne Lucha empfahl dies einen Tag später ebenfalls. Am 11. März 2020 wurden per Erlass alle Veranstaltungen in Baden-Württemberg mit mehr als 1000 Personen untersagt. Am 13. März 2020 wurde angekündigt, dass die Höchstteilnehmerzahl auf 100 gesenkt wurde. Mit Änderung der Corona-Verordnung am 17. März 2020 wurden Veranstaltungen und Versammlungen im Freien unabhängig von der Personenanzahl ab dem 18. März 2020 verboten. Nach einer erneuten Änderung der Corona-Verordnung am 20. März 2020 wurden alle Versammlungen, auch im Privaten, mit mehr als fünf Personen verboten, sofern die Teilnehmer nicht in gerader Linie verwandt sind (z. B. Großeltern), Partner darstellen, in häuslicher Gemeinschaft miteinander leben oder aus gesellschaftlichen oder dienstlichen Gründen zusammenarbeiten müssen. Weiterhin wurden Zusammenkünfte zur Aufrechterhaltung der öffentlichen Sicherheit und Ordnung oder der Daseinsfür- und -vorsorge dienen (z. B. Notare und Gerichte) von den Einschränkungen ausgenommen. Anfang Mai kündigte die Landesregierung an, dass Großveranstaltungen, wie Volksfeste, größere Konzerte, Dorf- und Straßenfeste sowie große Sportveranstaltungen mit mehr als 500 Besuchern bis mindestens zum 31. August 2020 verboten werden. Ab dem 1. Juni waren Veranstaltungen mit festen Sitzplätzen und einer Höchstteilnehmerzahl von 100 wieder gestattet. Private Feiern mit weniger als 100 Teilnehmern, die in speziell dafür angemieteten Räumlichkeiten stattfinden, wurden unter Auflagen ab dem 9. Juni 2020 wieder erlaubt. Weitere Lockerungen wurden am 23. Juni 2020 beschlossen. Zum Beispiel wurde die Teilnehmerzahl für Veranstaltungen mit festen Sitzplätzen mit Wirkung ab dem 1. Juli auf 250 erhöht und Veranstaltungen mit bis zu 500 Teilnehmern ab 1. August 2020 wieder erlaubt.

##### Tragen von Alltagsmasken
In Baden-Württemberg waren Sulz am Neckar und Kirchheim unter Teck die ersten Städte, die eine Maskenpflicht einführten. Mit der fünften Änderung der Corona-Verordnung sprach die Landesregierung eine dringende Empfehlung zum Tragen von sogenannten Alltagsmasken im Einzelhandel und Nahverkehr aus. Wenige Tage nach der Empfehlung wurde eine Pflicht zum Tragen von Alltagsmasken im Einzelhandel und im Nahverkehr ab dem 27. April 2020 ausgesprochen, da die Landesregierung festgestellt habe, dass sich an die Empfehlung nicht ausreichend gehalten wurde. Am 11. Mai 2020 wurde das Tragen auf den schienengebundene Fernverkehr sowie auf Flughäfen erweitert.
Als erstes Bundesland erlaubte Baden-Württemberg seit Mitte April 2020 für die Dauer der COVID-19-Pandemie das Tragen von Schutzmasken am Steuer. Das gilt insbesondere auch für Taxi- und Busfahrer. Augen und Stirn müssen weiterhin erkennbar bleiben.

##### Bußgeldkatalog
Am 29. März 2020 wurden Verstöße gegen die Corona-Verordnung zu Ordnungswidrigkeiten erklärt und ein Bußgeldkatalog erlassen. Es konnten Bußgelder zwischen 100 und 5000 Euro verhängt werden, im Wiederholungsfall auch bis zu 25.000 Euro.

#### Öffentliche Aufrufe
In Baden-Württemberg wurden Lehrkräfte aufgerufen, sich freiwillig für einen Einsatz in Gesundheitsämtern oder Krankenhäusern zu melden. Mehr als 5.000 Studenten meldeten sich freiwillig auf einen Aufruf des Wissenschaftsministeriums, davon wurden etwa 1000 als studentische Hilfskräfte in Laboren, Gesundheitsämtern und Kliniken eingesetzt. Das Gesundheitsministerium rief Pflegekräfte und vergleichbare Berufsgruppen, die nicht in der Pflege arbeiten, auf sich auf dem Portal #pflegereserve der Bertelsmann Stiftung zu registrieren. Das Portal stellt den Kontakt zwischen Einrichtungen und potentiellen Arbeitskräften her und soll potentielle Engpässe in der Gesundheitsversorgung reduzieren.

#### Maßnahmen zur Gesundheitsversorgung
Außerdem wurde am Innenministerium eine Arbeitsgruppe gegründet, die die Beschaffung von dringend benötigter Schutzausrüstung koordinierte und organisierte, sowie die Ausgabe an die Stadt- und Landkreise nach einem festgelegten Verteilerschlüssel arrangierte.
Am 5. März 2020 stellte das Innenministerium das COVID-19-Resource-Board vor. Es sollte die Verteilung von Patienten mit COVID-19 auf alle Krankenhäuser im Land erleichtern, und stellte alle momentan freien Intensiv- und Beatmungsbetten in allen Krankenhäusern dar. Falls es zu einer landesweiten Verteilung kommen sollte, übernimmt die Oberleitstelle, verortet im Innenministerium, die Zuweisung des Patienten in ein Krankenhaus.

#### Landesgesundheitsamt
Am 27. Januar 2020 teilte das Landesgesundheitsamt mit, dass in Zusammenarbeit mit dem Sozialministerium Informationen über die Handhabung von Verdachtsfällen von COVID-19 an die Landesärztekammer gegeben wurden und Flug- und Bahnhöfe über den Umgang mit Reiserückkehrern aufgeklärt wurden. Seit dem 3. April 2020 veröffentlicht das Landesgesundheitsamt einen täglichen Lagebericht, der aktuelle Fallzahlen und eine Bewertung der Lage in Baden-Württemberg enthält.

#### Finanzielle Soforthilfen
Am 25. März 2020 legte das Innenministerium ein Soforthilfeprogramm für Unternehmen mit bis zu 50 Beschäftigten, Soloselbstständige und Angehörige der freien Berufe auf. Diese wurden mit einem einmaligen, nicht rückzuzahlenden Zuschuss mit maximal zwischen 9.000 und 30.000 Euro unterstützt. Bis 7. April 2020 wurden fast 120.000 Anträge bearbeitet und bereits 1,14 Milliarden Euro ausbezahlt. Das Kultusministerium und der Landessportverband stellt Sportvereinen, die keine Gelder aus einem der Rettungsschirme erhalten können und in finanzieller Not sind, Mittel aus dem Solidarpakt Sport zur Verfügung. Die Ministerin rief dazu auf, dass Mitglieder ihrem Verein treu bleiben sollen.
Für Ehrenamtliche im Bevölkerungsschutz stellte das Innenministerium 15,3 Millionen Euro zur Verfügung. Damit sollten ehrenamtliche Helfer schnell und unbürokratisch für ihren Einsatz entschädigt und etwaiger Verdienstausfall ausgeglichen werde. Laut Finanzministerin Edith Sitzmann sollte so sichergestellt werden, dass niemand durch seinen Einsatz in der Pandemie Nachteile erleidet.

#### Umgang mit Wahlen und kommunalen Belangen
Bei der Durchführung von Wahlen hat der Infektionsschutz eine hohe Bedeutung. Entsprechend galt es sicherzustellen, dass auch in den Wahllokalen und bei der Auszählung ausreichend Abstand gewahrt wird. Einzelne Gemeinden wählten in reinen Briefwahlen, mit einem zentralen Wahllokal oder verschoben die Wahl. Auch die Prozesse in den Gemeinderäten und Kreistagen wurde angepasst, notwendige Sitzungen durften als Video oder Telefonkonferenzen stattfinden, der Öffentlichkeitsgrundsatz musste dabei jedoch gewahrt bleiben.

### Reaktionen und Maßnahmen der Landkreise
Am 5. Mai 2020 einigten sich Bund und Länder darauf, dass Stadt- und Landkreisen, in denen innerhalb von sieben Tagen mehr als 50 Neuinfektionen pro 100.000 Einwohner gemeldet werden, lokal Einschränkungen des gesellschaftlichen und wirtschaftlichen Lebens einleiten. Der Landkreis Karlsruhe setzt die Obergrenze schon bei 35 Neuinfektionen pro 100.000 Einwohner.

### Reaktionen und Maßnahmen des Gesundheitssystems

#### Ambulante Versorgung
Landesweit wurden Schwerpunktpraxen für die Behandlung und Diagnostik von Infizierten eingerichtet. Dazu wurden einerseits in Stadt- und Sporthallen provisorische Praxen eröffnet, anderseits Hausarztpraxen zu Schwerpunktpraxen definiert, die nur die Betreuung von Verdachtsfällen und bestätigten Infektionen übernahmen. Laut Kassenärztlicher Vereinigung Baden-Württemberg standen 20 provisorische Praxen und weitere 90 Schwerpunktpraxen in Hausarztpraxen zur Verfügung. In mehreren Städten wurden Drive-in-Testzentren eröffnet. Verdachtsfälle konnten, nach Überweisung durch den Hausarzt, relativ schnell und sicher getestet werden. Damit sollte verhindert werden, dass Patienten viel Kontakt zu Personen oder Gegenständen hatten, die dann aufwendig desinfiziert werden mussten, und das An- und Ablegen der persönlichen Schutzausrüstung auf das Nötigste beschränkt werden. Drive-in waren beispielsweise in Nürtingen, Stuttgart und Schorndorf im Einsatz.

#### Stationäre Versorgung
Die Landkreise richteten zu Entlastung der Krankenhäuser Notfallkliniken in Messehallen, u. a. in der Stuttgarter Messe, ein. Diese Notfallkliniken waren für die stationäre Behandlung von Patienten mit leichteren Symptomen konzipiert und entlasten Hausarztpraxen, da teilweise eine Fieberambulanz angegliedert war. Außerdem wurden geschlossene Krankenhäuser wieder reaktiviert und als Isolierstationen für Infizierte, die keine Möglichkeit haben, sich zuhause zu isolieren, genutzt. Mehrere Landkreise wollten Rehabilitationskliniken im Notfall als Behelfskrankenhäuser nutzen. Ende März standen in Baden-Württemberg etwa 2200 Krankenhausbetten mit der Möglichkeit der Beatmung zur Verfügung, bis 7. April 2020 wurde diese Anzahl auf 2800 erhöht. Um die Krankenhäuser im benachbarten Elsass zu entlasten, übernahmen Krankenhäuser in Karlsruhe, Mannheim, Freiburg und Ulm die Behandlung von 23 französischen Staatsbürgern.

### Reaktionen und Maßnahmen des Verkehrswesens
Um die Warenverfügbarkeit zu erhöhen, wurde das Sonntagsfahrverbot für LKW ausgesetzt. Der ADAC gab an, dass die Autobahnen kaum befahren waren und sich die Anzahl der Staus im Vergleich von Kalenderwoche 11 zu 14 2020 um 85 % verringert hätten. Die Grenzkontrollen an der Grenzen zu Frankreich und der Schweiz führten zu Verzögerungen. Lediglich zehn Grenzübergänge standen für den Übertritt der französisch-deutschen Grenze zur Verfügung, an diesen kam es zu Wartezeiten bis zu 45 Minuten, vorwiegend jedoch auf französischer Seite.
Der grenzüberschreitende Personenfernverkehr auf der Schiene wurde sowohl nach Frankreich als auch in die Schweiz nahezu eingestellt, der grenzüberschreitende Personennahverkehr fuhr nur mit großen Einschränkungen. Im öffentlichen Personennahverkehr wurde der Fahrplan ausgedünnt. In vielen Verkehrsverbünden wurde der Nahverkehr nach Ferienfahrplänen betrieben, die Nachtverkehrsangebote wurden vielfach komplett eingestellt. Das Verkehrsministerium empfahl den Verkehrsverbünden, auf den Fahrkartenverkauf und Fahrscheinkontrollen in Bahn und Bus zu verzichten und die Wagentüren zentral zu öffnen. Laut VAG nahmen die Fahrgastzahlen im Stadtgebiet von Freiburg um 70 % ab. Im Netz der VVS brach der Gelegenheitsverkehr praktisch komplett ein.
Auch der Fährbetrieb auf dem Bodensee wurde anfangs komplett eingestellt, ab Ende März 2020 konnte der Güterverkehr wieder aufgenommen werden.
Am Flughafen Stuttgart brachen die Fluggastzahlen ein, unter 10 % der sonst üblichen Fluggäste wurden verzeichnet. Der Flughafenbetreiber nutzte die Auswirkungen der Pandemie und stellte am 6. März 2020 den Flugbetrieb wegen Bauarbeiten komplett ein, ursprünglich sollte der Betrieb während der Bauarbeiten weiterlaufen. Am Baden-Airpark wurden noch vereinzelt Passagierflüge abgefertigt, u. a. landeten Flüge mit Erntehelfern aus Rumänien dort.

## Rechtsprechung
Vor dem Verwaltungsgericht Sigmaringen klagte eine Betreiberin eines Geschäftes dagegen, dass sie ihr Geschäft mit über 800 Quadratmeter Ladenfläche geschlossen halten musste, auch wenn sie durch Abtrennungen nur 800 Quadratmeter für Kunden zugänglich machte. Nach Auffassung des Verwaltungsgerichts ließ die Corona-Verordnung derartige Abtrennungen zu; daher gab es der Klägerin recht. Das Land kündigte an, gegen die Entscheidung nicht in Berufung zu gehen, und änderte die Richtlinie zur Öffnung von Einrichtungen des Einzelhandels.

## Sonstige Auswirkungen

### Geschlossene Einrichtungen
Mehrere Kliniken, Alten- und Pflegeheime wurden während der COVID-19-Pandemie unter Quarantäne gestellt bzw. zeitweise geschlossen. Das Landesgesundheitsamt meldete am 14. Mai 2020 mindestens 2450 Infektionen beim medizinischen Personal, welcher Anteil auf Ärzte oder Pfleger entfällt, wurde nicht erhoben. In mehreren Kliniken praktizierten Ärzte nach dem Kontakt mit einem Infizierten unter strengen Auflagen weiter. In Baden-Württemberg waren mit Stand 7. April 2020 in 43 Einrichtungen der Altenhilfe etwa 450 Fälle von COVID-19 nachgewiesen. Infizierte Bewohner wurden in Einzelzimmern isoliert, Pflegern wurde häusliche Quarantäne verordnet. In einzelnen Heimen kam es zu stark gehäuften Fällen, damit einhergehend waren die Personalausfälle so groß, dass die symptomlos Infizierten weiterhin tätig waren oder kurzfristig neue Pflegekräfte gesucht wurden. Problematisch war auch die fehlende persönliche Schutzausrüstung.
In zwei Rehabilitationskliniken und fünf Pflegeheimen wurde während der COVID-19-Pandemie im Main-Tauber-Kreis jeweils eine vollständige Quarantäne angeordnet, nachdem es zu einer Häufung von Infektionen unter Mitarbeitern, Patienten und Bewohnern gekommen war. Auch der Bundesstützpunkt Fechten in Tauberbischofsheim wurde zeitweise geschlossen.
In der Landeserstaufnahmeeinrichtung in Ellwangen hatte sich fast die Hälfte der Bewohner infiziert. Daraufhin wurde eine Kontakt- und Ausgangssperre verhängt, die durch die Polizei überwacht wurde. Innerhalb der Einrichtung wurde ein Quarantänebereich eingerichtet. In Althütte richtete das Land in einem ehemaligen Jugendfreizeitheim ein Isolierzentrum für Geflüchtete ein. Es entlastete die vier Landeserstaufnahmestellen im Land, da eine Isolierung dort schwer umzusetzen war. Das Zentrum war videoüberwacht und ein Sicherheitsdienst stellte sicher, dass niemand das Gelände verließ.

### Besonders betroffene Gebiete
Mit mehr als 670 Infektionen pro 100.000 Einwohner ist der Hohenlohekreis der am stärksten betroffene Landkreis in Baden-Württemberg (Stand: 14. Mai 2020). Zwischenzeitlich waren 2,2 % der Kreisbevölkerung in häuslicher Quarantäne. Der Landrat Mathias Neth vermutete ein Kirchenkonzert in Eschental als Infektionsquelle.
Jeweils bereits über 100 COVID-19-bedingte Todesfälle wurden bis zum 14. Mai 2020 aus dem Landkreis Esslingen und dem Ortenaukreis gemeldet.
Sulz am Neckar im Landkreis Rottweil verhängte wegen eines auffallenden Anstiegs von Fallzahlen am 17. April 2020 als erste Stadt Baden-Württembergs eine Allgemeinverfügung zur Einführung der Maskenpflicht an Orten, wo engere Begegnungen nicht vermeidbar sind, z. Bsp. beim Einkaufen oder in öffentlichen Verkehrsmitteln.

## Kritik
Der medizinische Direktor des Klinikums Esslingen und Virologe Michael Geißler kritisierte die Schulschließungen in Baden-Württemberg. Diese würden im schlimmsten Fall zu einer Infizierung der gefährdeten Gruppen beitragen. Er setzte sich stattdessen für Hygienemaßnahmen an Schulen ein.
Der Geschäftsführer der Baden-Württembergischen Krankenhausgesellschaft kritisierte, dass die baden-württembergischen Krankenhäuser ihre freien Intensivbetten in zwei unterschiedliche Systeme eintragen müssen, nämlich in das vom Bund vorgeschriebene DIVI-Intensivregister und das vom Land vorgeschriebene Resource-Board.
Einige Gesundheitsämter gaben die Personendaten von Infizierten an die Polizei weiter. Dies sahen sowohl der stellvertretende Landtagsfraktionsvorsitzende der SPD Sascha Binder als auch der Datenschutzbeauftragte der Landes Stefan Brink kritisch. Die Gewerkschaft der Polizei verteidigte das Vorgehen jedoch, da nicht ausreichend Schutzausrüstung für die Polizeibeamten verfügbar war. Das Innenministerium sah das Vorgehen auch unkritisch, da nach der Genesung die Daten gelöscht werden würden. Das Sozialministerium wies am 26. März die Gesundheitsämter an, die Datenweitergabe zu unterlassen.
Kritisiert wurde auch die schleppende Auszahlung der Soforthilfe an Unternehmen. Während andere Bundesländer dies vollelektronisch ohne eigenhändige Unterschrift abwickelten, war in Baden-Württemberg eine handschriftliche Unterschrift notwendig. Außerdem wurden in Baden-Württemberg die Anträge vor der Ausschüttung geprüft, in Bayern beispielsweise nachträglich. Der Präsident des Bundes der Selbstständigen hoffte, dass der Antragsstau nur wenige Existenzen kostet. Einzelne Abgeordnete der FDP und der SPD schlossen sich der Kritik an. Die IHK sprach dagegen von einer zügigen Bearbeitung. Die L-Bank verwies darauf, dass nach einer Verfahrensvereinfachung zwischen Antragseingang und Auszahlung nur etwa eine Woche vergehe.
Im Juni 2021 ergab eine Studie der Badischen Zeitung, dass Schnelltests in Teststationen sehr häufig unzureichend durchgeführt werden und nicht zuverlässig seien.